# Guo Yan
Dans ce nom chinois, le nom de famille, Guo, précède le nom personnel Yan.
Pour les articles homonymes, voir Guo.
Guo Yan (郭焱, née le 24 juin 1982) est une pongiste chinoise.

## Carrière
Elle remporte la finale du Pro tour en 2009 après avoir remporté l'Open d'Angleterre à Sheffield en 2009, et la coupe du monde 2006. Elle est numéro cinq mondial en 2009 d'après le classement mondial ITTF de la Fédération internationale de tennis de table (ITTF). Elle est début 2010 classée n°3 mondiale et n°2 en février 2011.